# Срок (фильм)
«Срок» (стилизовано как СР:ОК) — документальный фильм режиссёров Павла Костомарова, Александра Расторгуева и журналиста Алексея Пивоварова. С 21 мая 2012 фрагменты будущего фильма публиковались как онлайн-проект на странице в ЖЖ и видеохостинге YouTube. С 21 января 2013 онлайн-проект выходит под названием Lenta.doc (Лента. Док) на сайте интернет-издания Lenta.ru («Лента. Ру»). Полный фильм был опубликован на видеохостинге YouTube 26 июня 2014 года.
Сначала было заявлено, что фильм расскажет о лидерах протестов, которые происходили в России после выборов президента в марте 2012 года. Среди героев картины — Алексей Навальный, Ксения Собчак, Илья Яшин, Pussy Riot, Борис Немцов, Эдуард Лимонов, Сергей Удальцов.
Авторы фильма утверждают, что их работа не является летописью протестов и посвящена только фиксации мыслей и эмоций лидеров оппозиции с целью понять, «куда нас ведут те, кто ради своих убеждений готов идти на срок». В своём микроблоге Алексей Пивоваров заявил, что «Срок» не предназначен для телеэфира и является кинопроектом. По мнению кинообозревателя «Московского комсомольца» Никиты Карцева, «Срок» похож на «большой американский сериал» — он «задаёт ритм и интригу первым же эпизодом», поражает разнообразием героев, сюжетных линий, жанровых схем и непредсказуемостью финала; а уникальность проекта не в теме, а в прямом взаимодействии с действительностью. Последовательность, в которой эпизоды выкладываются в Интернет, выстраивается, по словам Карцева, в «черновой монтаж» будущего фильма.
В работе над картиной также принял участие швейцарский документалист Антуан Каттин. В июле 2012 года вместе с Пивоваровым он представил готовящийся проект международной аудитории на Кинофестивале в Карловых Варах.
В октябре 2013 года создатели «Срока» собрали «черновой монтаж» полнометражной картины и объявили о планах предложить её европейским телеканалам и кинофестивалям. Мировая премьера «Срока» состоялась в начале июля 2014 на 49-м Карловарском кинофестивале — фильм принимал участие в документальном конкурсе смотра.

## Срок (онлайн-проект)
Онлайн-проект «Срок» был запущен ведущим новостей на телеканале НТВ Алексеем Пивоваровым и режиссёрами-документалистами Александром Расторгуевым и Павлом Костомаровым.
21 мая 2012 выложено в Сеть первое видео проекта — задержание Алексея Навального 6 мая.
Рано утром 7 декабря 2012 года у Павла Костомарова, создателя и режиссёра проекта «Срок» прошёл обыск. Ему объявили, что он свидетель по «Болотному делу» (дело о беспорядках на Болотной площади в Москве в мае 2012 года), взяли подписку о неразглашении и вызвали на допрос в СК 10 декабря и 13 декабря. После допроса 13 декабря Павлу Костомарову возвратили изъятые при обыске вещи — ноутбук его дочери и жёсткий диск компьютера.
События, связанные с допросом Павла Костомарова и обыском у него дома, серьёзно повредили проекту, нарушив главный принцип качественной документалистики: автор не должен быть участником событий.

Подорваны наши принципы профессионального отношения с героями. У нас всё было построено на близких, доверительных отношениях с героем — когда он пускает камеру в свою жизнь, в свой дом, в какие-то свои личные вещи, не публичные. Наша главная цель — снимать не то, как человек даёт комментарий, а как он просто живёт. Мой нынешний статус несовместим с продолжением такой съёмки. Непонятно, что будет дальше. Поэтому мы приостановили проект.— Павел Костомаров
В связи с этим, онлайн-проект «Срок» был временно приостановлен 12 декабря 2012 года.

## Lenta
14 января 2013 года создатели проекта сообщили о дальнейшей судьбе проекта и своих планах.
Проект «Срок» переехал на «Ленту.ру». 17 января вышло первое видео на сайте издания и на официальном ютьюб-канале. 21 января на сайте «Ленты.ру» появился самостоятельный раздел проекта. Видеопроизводство продолжилось. Для «Ленты.ру» это было стратегическим шагом в развитии. «Срок» получил защиту холдинга «ПрофМедиа» в области авторского права.
Авторы проекта ставят целью расширение диапазона тем (не только об оппозиции) и географии съёмок и развитие опыта документальных новостей.

## Реальность
В январе 2013 авторы фильма «Срок» объявили о создании нового документального проекта «Реальность.doc», герои которого — обычные люди, снимающие свою жизнь на камеру. Из полученных отрывков авторы будут отбирать и составлять небольшие серии по 6—8 минут. Также к выходу планируется полнометражный фильм «Реальность. Начало», в основе сюжета которого лежат истории трёх разных героев.

## Награды
Алексей Пивоваров, Александр Расторгуев и Павел Костомаров номинированы на премию проекта «Сноб» «Сделано в России» за документальный проект «Срок». После голосования членов экспертного совета проект попал в шорт-лист премии в номинации «Журналистика и инфотейнмент». 13 сентября 2012 создатели фильма получили премию в номинации «Журналистика и инфотейнмент».
19 ноября 2012 года проект «Срок» получил приз клуба «Телепресса» Академии российского телевидения в номинации «Событие сезона» — «За документальную видео летопись нашего времени в новой сетевой реальности».
3 февраля 2015 года фильм «Срок» был награждён премией «Белый слон» Гильдии киноведов и кинокритиков России в номинации Лучший неигровой фильм.

## Неполитическая критика
В июле 2014 года доступ к фильму на сайте YouTube был прекращён по требованию наследников Егора Летова, лидера группы «Гражданская оборона». В фильме песню Летова «Всё идёт по плану» во время митинга на Болотной площади исполняет Олег Кашин. Брат музыканта Сергей Летов заявил: «В таком исполнении песня звучать и тиражироваться не должна. Это исполнение предельно низко-художественное, абсолютно немузыкальное».